# Invasions britàniques del Riu de la Plata
Les invasions britàniques del Riu de la Plata van ser una sèrie d'intents fallits del Regne Unit per a prendre el control de les colònies espanyoles ubicades sobre el Riu de la Plata (avui part de l'Argentina i l'Uruguai).

## Antecedents
Les invasions van tenir lloc entre 1806 i 1807, com a part de les Guerres Napoleòniques, quan Espanya era aliada de França.

## Invasió de 1806
Una part de l'exèrcit britànic, 1.500 homes, van ocupar Buenos Aires per un període de 46 dies el 1806, abans de ser-ne expulsats, durant la qual es van confiscar els impostos de Xile i Perú i William Carr Beresford en fou el governador. El 12 d'agost després dels combats en què moriren 400 britànics i encara més criolls, els britànics es van rendir, i els 1.150 presoners foren enviats a ciutats de l'interior.

## Invasió de 1807
El 1807, una segona força de 12.000 homes dirigida pel Tinent General John Whitelocke va ocupar Montevideo, romanent allí per molts mesos, i a la que es van unir presoners de 1806 que van fugir. Inicialment les forces britàniques havien de prendre Xile i reforçar Buenos Aires, però la notícia de la represa espanyola d'aquesta ciutat va fer canviar els plans. Un tercer exèrcit va fer un segon intent per prendre Buenos Aires. Després d'uns dies de conflictes armats en els carrers contra els militars locals i l'exèrcit espanyol, durant els quals la meitat dels britànics van ser assassinats i ferits, el Regne Unit va haver d'abandonar el lloc.

## Conseqüències
La resistència de la gent local i la seva participació activa en la defensa, amb un petit suport d'Espanya, van ser avanços importants cap a la Revolució de Maig de 1810, amb la independència de l'Argentina el 1816.